# Pensacola signata
Pensacola signata är en spindelart som beskrevs av Peckham, Peckham 1885. Pensacola signata ingår i släktet Pensacola och familjen hoppspindlar. Inga underarter finns listade i Catalogue of Life.